# Wyrzyki (powiat łosicki)
Wyrzyki – wieś sołecka w Polsce położona w województwie mazowieckim, w powiecie łosickim, w gminie Stara Kornica. 
| SIMC    | Nazwa   | Rodzaj    |
| ------- | ------- | --------- |
| 0020617 | Kolonia | część wsi |

Niegdyś wieś szlachecka. Założycielami jest ród Wyrzykowskich z Wyrzyk. Pierwsza wzmianka pojawiła się w 1490 w akcie fundacyjnym Kościoła w Górkach. 15 sierpnia 1915 wieś została doszczętnie spalona przez Kozaków.
W latach 1975–1998 miejscowość należała administracyjnie do województwa bialskopodlaskiego.
Wierni Kościoła rzymskokatolickiego należą do parafii Niepokalanego Poczęcia NMP w Starej Kornicy.